# 위너슈니첼
위너슈니첼(Wienerschnitzel)은 미국 캘리포니아주 어바인에 본사를 둔 핫도그 체인점이다. 이 체인점은 1961년에 윌밍턴에서 처음 시작했으며, 세계에서 가장 큰 핫도그 체인점으로도 유명하다.

## 사진

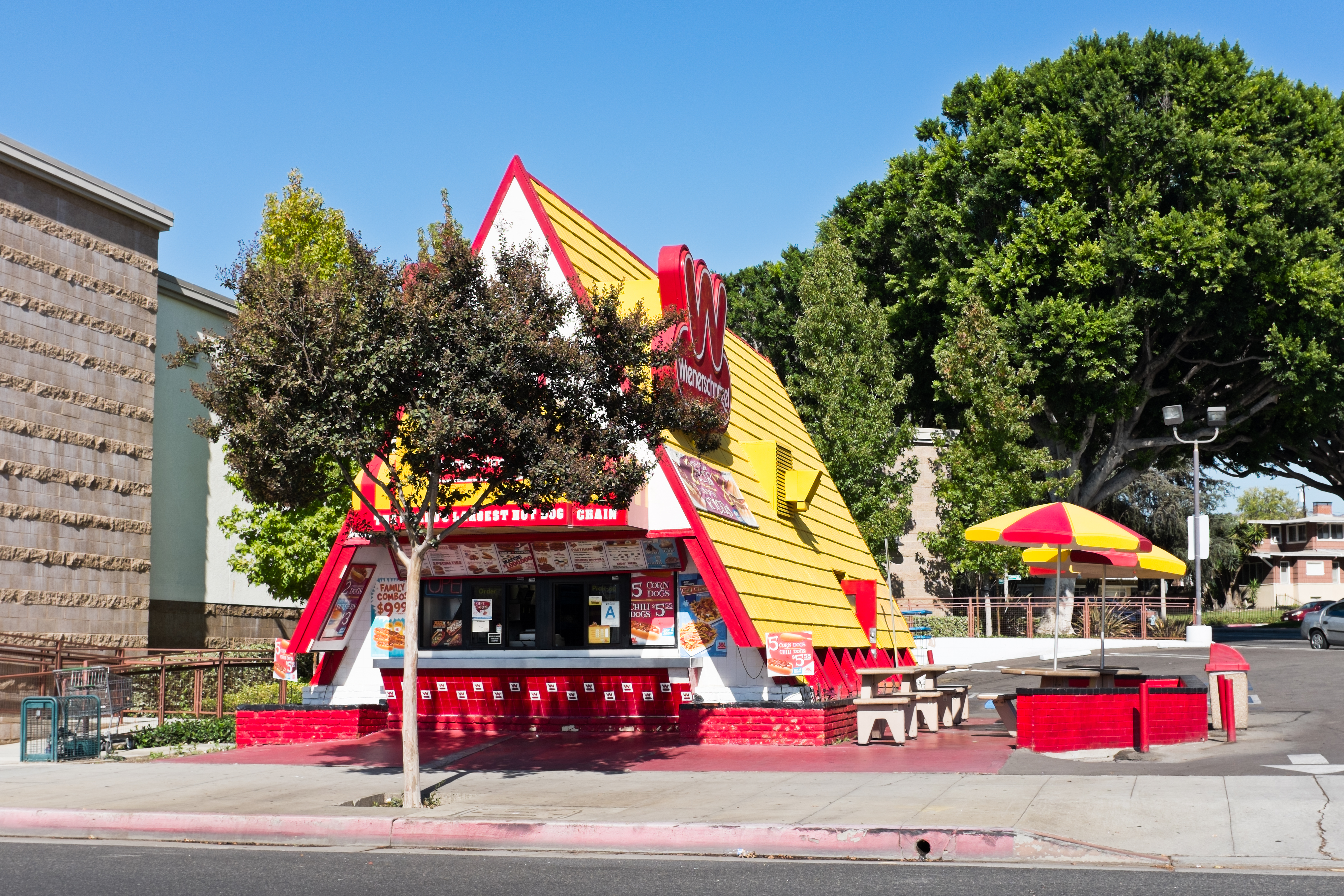
캘리포니아주 휘티어에 있는 A자형 매장의 위너슈니첼
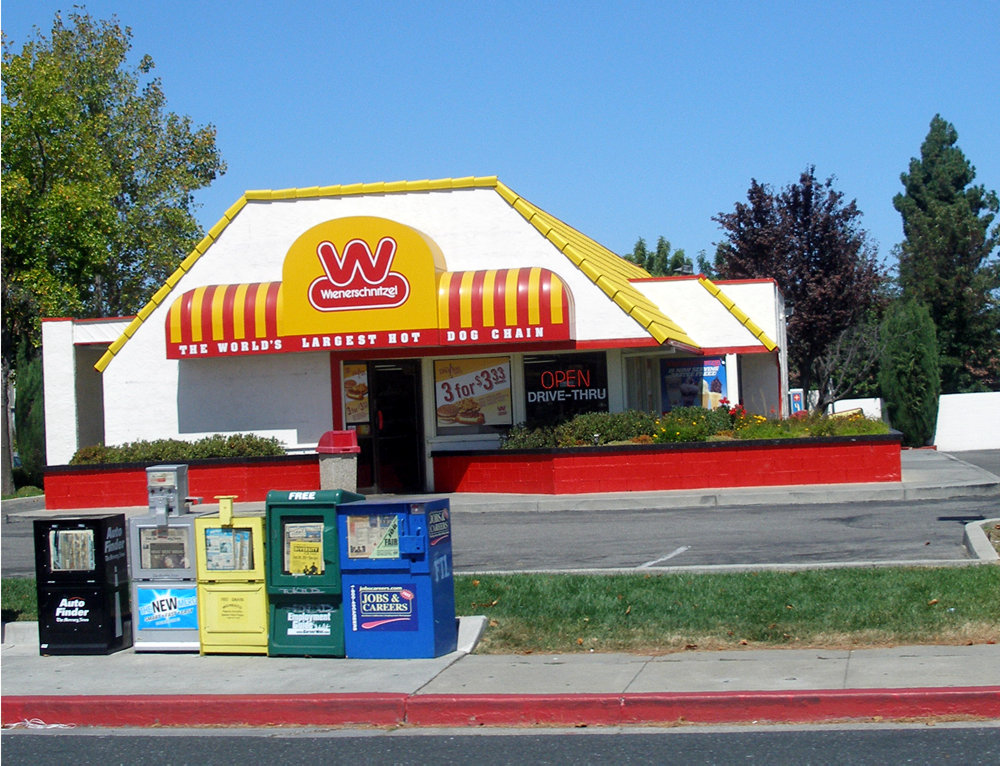
캘리포니아주 서니베일에 있는 위너슈니첼, 2008년 7월에 폐업
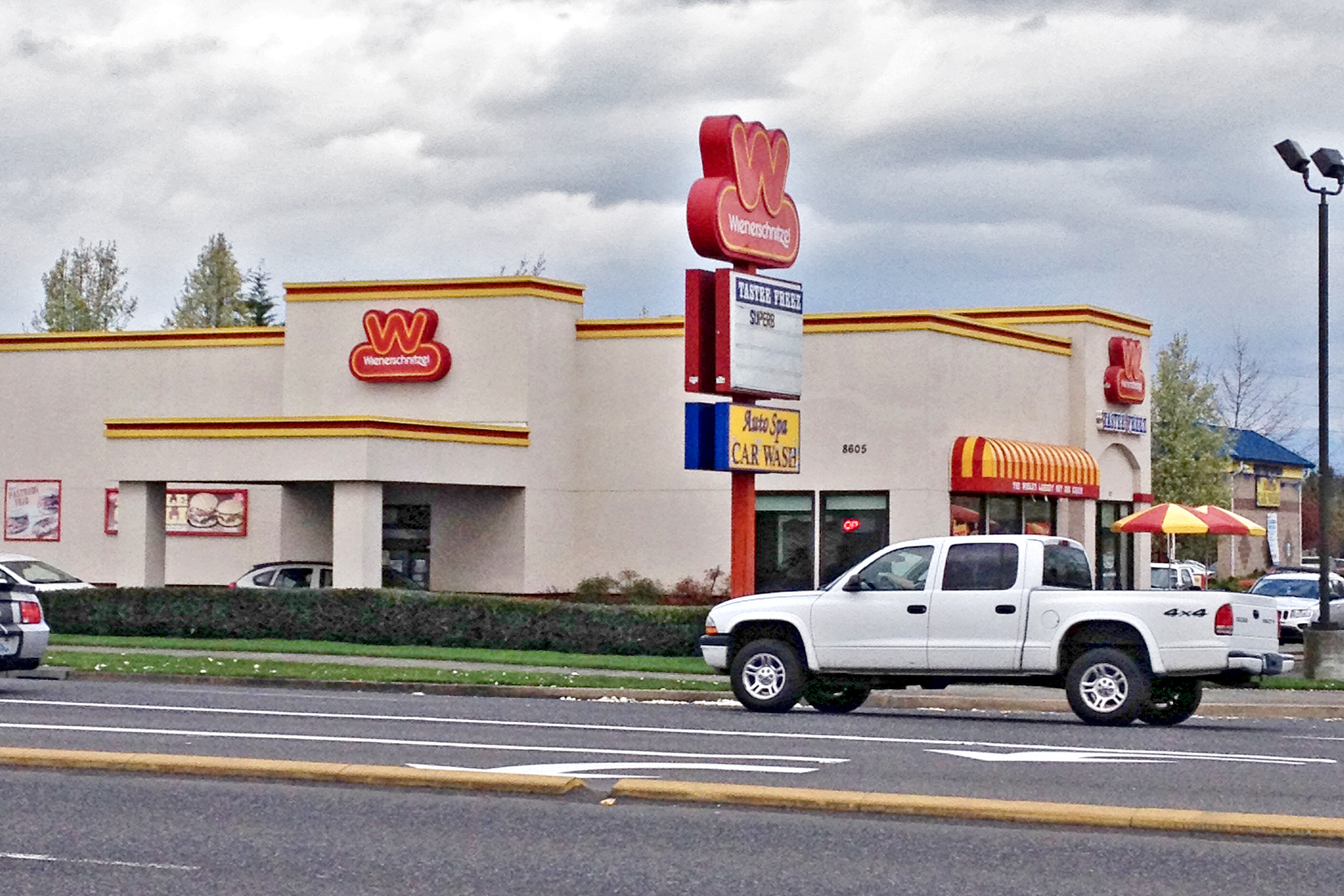
워싱턴주 밴쿠버에 있는 위너슈니첼